# Eucyclops biwensis
Eucyclops biwensis – gatunek widłonoga z rodziny Cyclopidae, nazwa naukowa gatunku została po raz pierwszy opublikowana w 1998 roku przez japońskiego biologa Teruo Ishidę.